# ダイアナ (映画)
『ダイアナ』（Diana）は、2013年のイギリスの伝記映画。監督はオリヴァー・ヒルシュビーゲル、出演はナオミ・ワッツとナヴィーン・アンドリュースなど。ウェールズ公妃ダイアナの最期の2年間を描いている。ダイアナをワッツが、ダイアナの恋人とされたハスナット・カーン医師をアンドリュースが演じる。ケイト・スネルの著書『Diana: Her Last Love』をもとに脚本をスティーヴン・ジェフリーズが執筆し、ロバート・バーンスタインとダグラス・レイがプロデューサーを務めた。

## ストーリー
ダイアナがチャールズ皇太子（後のチャールズ3世）と離婚してから亡くなるまでの2年間に焦点が当てられる。ハスナット・カーンやドディ・アルファイドとの関係も描かれる。

## キャスト
※括弧内は日本語吹替
- ダイアナ公妃 - ナオミ・ワッツ（米倉涼子[12]）
- ハスナット・カーン - ナヴィーン・アンドリュース（てらそままさき）
- ポール・バレル（英語版） - ダグラス・ホッジ（英語版）[8]（飛田展男）
- ウーナ・トッフォロ - ジェラルディン・ジェームズ（野沢由香里）
- パトリック・ジェフソン - チャールズ・エドワーズ（英語版）（二又一成）
- ドディ・アルファイド - キャス・アンヴァー（英語版）（斉藤次郎）
- ウィリアム王子 - ローレンス・ベルチャー（英語版）[13]
- ヘンリー王子 - ハリー・ホランド[13]
- ソニア - ジュリエット・スティーヴンソン（英語版）（一城みゆ希）
- クリスチャン・バーナード - マイケル・バーン（松岡文雄）
- コリン - ジョナサン・ケリガン（高瀬右光）
- ナイード・カーン - ウーシャ・カーン（磯辺万沙子）
- ラシード・カーン - ラフィク・ジャブハイ（佐々木睦）
- ナスリン - リーアンダ・レッディ（石田嘉代）
- サムンダー - アート・マリック（沢木郁也）
- ロニー・スコット - クリストファー・バーチ（浦山迅）
- ジェイソン・フレーザー - ダニエル・ピリー（浜田賢二）
- マリオ・ブレンナ - ラファエロ・デグルトーラ（志賀麻登佳）

## 製作
本作の脚本は2001年に出版されたケイト・スネルの『Diana: Her Last Love』を基にして、スティーヴン・ジェフリーズが執筆した。
重要シーンの一つである、ダイアナとドディがドディの所有する船で会うシーンの撮影は、特別に借り受けたプリンセス・ロランセ号を用いた。
イギリスの新聞『メール・オン・サンデー』のインタビューで、ナオミ・ワッツは本作での役作りの際に何回もダイアナ元妃の夢を見たり、ダイアナ元妃が自分のそばにいるような感覚を味わったと述べている。また、ダイアナ元妃は自分の演技に満足してくれるだろうとも述べている。

## 評価
映画批評家レビューの集積サイトのRotten Tomatoesでは、108件のレビューで支持率は7％、平均点は10満点中3.5点、批評家の一致した見解は「ナオミ・ワッツはタイトルロールを懸命に演じているが、『ダイアナ』は粗雑な脚本と下手な演出のために彼女の努力を水の泡にしている。」となっている。Metacriticでは、28件のレビューがあり、高評価は1件、賛否混在は14件、低評価は13件で、平均点は100点満点中35点となっている。
イギリス国内のメディアの評価は最低であった。『ガーディアン』のピーター・ブラッドショーは5つ星のうち1つのみを与え、「ダイアナ妃の2度目の死といっていいほどの無残な出来栄え」と評した。また、『デイリー・ミラー』のデビッド・エドワーズは本作を「低俗なテレビ番組を彷彿とさせる陰気で安っぽい駄作」と評し、5つ星のうち1つを与えた。
アメリカにおいても酷評され、『TIME』のキャサリン・マイヤーは「悲劇の王妃ダイアナは金持ちのモンスターとして描かれ、名女優ナオミ・ワッツは輝きを失っている。なぜこんなひどい映画を作ったのか」と評している。
また、ダイアナを演じるナオミ・ワッツの演技にも「違和感がある」「大げさだ」との批判が寄せられている。
ダイアナ元妃が交通事故にあった、アルマ橋近くに本作の広告看板を設置したところ、近隣住民から抗議を受け、看板の撤去に追い込まれるという事態も発生している。